# Hesperoboreus notoperates
Hesperoboreus notoperates is een schorpioenvlieg uit de familie van de sneeuwvlooien (Boreidae). De wetenschappelijke naam van de soort is voor het eerst geldig gepubliceerd door Cooper in 1972.
De soort komt voor in Californië (Verenigde Staten).